# میموسا (کوکتل)
میموسا (انگلیسی: Mimosa) کوکتلی است محتوی شامپاین (یا دیگر انواع شراب گازدار) و آب مرکبات معمولاً آب پرتقال. به‌طور سنتی در جام‌های بلند در چاشت،   یا مراسم ازدواج سرو می‌شود.